# Emanuele Bindi
Emanuele Bindi es un ciclista italiano nacido el 7 de octubre en Pistoia, Italia. Es profesional desde 2008 y actualmente corre para el equipo Meridiana Kamen.

## Palmarés
No ha conseguido victorias como profesional.

## Equipos
- Lampre (2008-2010)
- Meridiana Kamen (2011)